# Adnan Bounni
Adnan Bounni est un éminent archéologue, spécialiste de l'assyriologie. Il est né en 1926 en Syrie et mort 2005.
Il a, entre autres, remarquablement contribué à la connaissance et l'avancée des recherches du site antique de Palmyre, mais également à ceux de Ougarit, de Doura Europos et de Ras Ibn Hani.
Il a été le directeur général des Fouilles et du Services des recherches et de la conservation muséographique de Syrie de 1955 à 2000. Il a par ailleurs publié de nombreux ouvrages spécialistes et techniques dont les propos sont relatifs à l'archéologie et à l'histoire antique de la Syrie.

## Carrière

### Fouilles

Principaux lieux de fouilles prospectés par Adnan Bounni
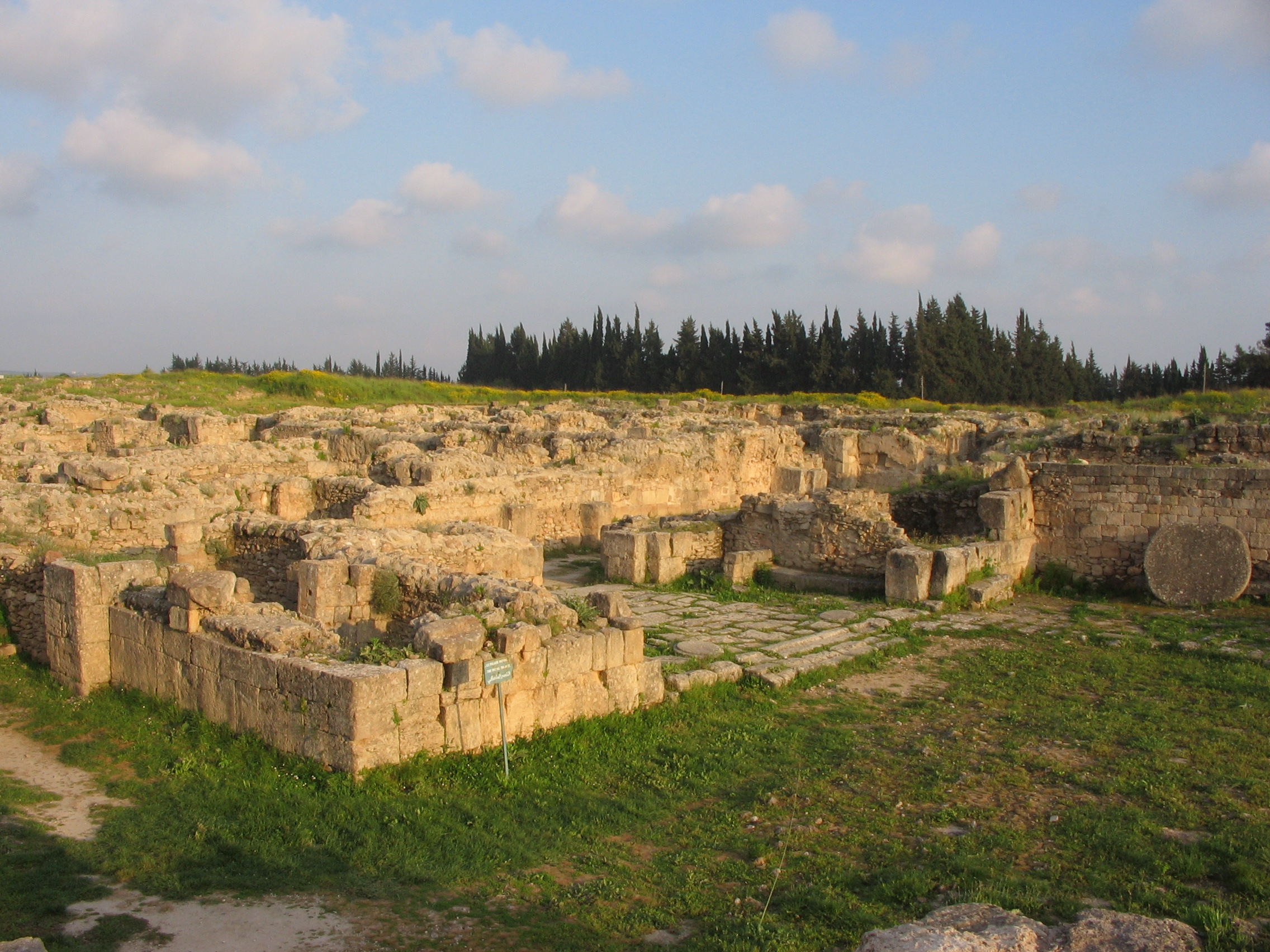
Aire de fouilles archéologiques du site Ougarit, Syrie.
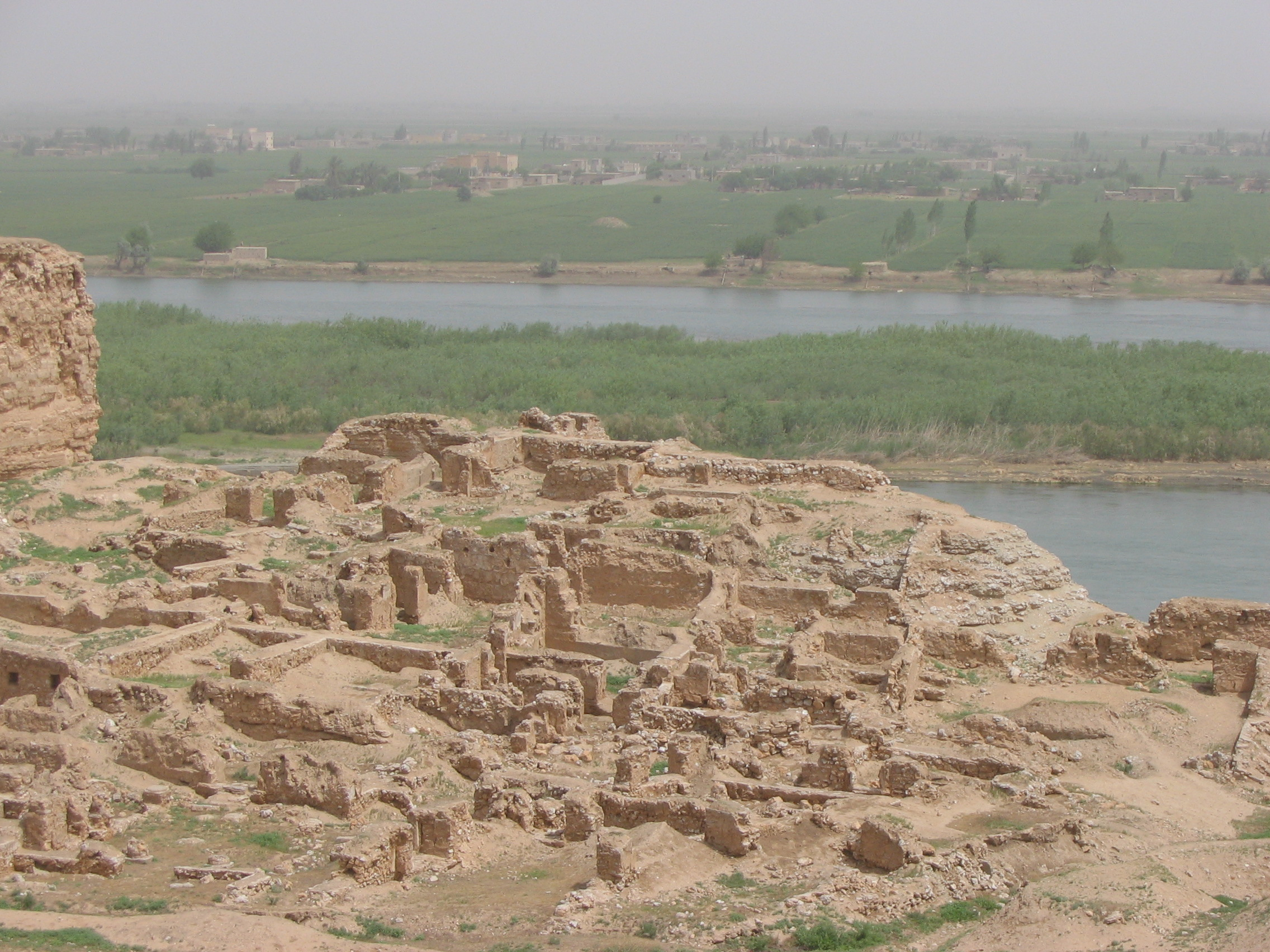
Vue panoramique du site archéologique de Doura Europos, l'un des principaux lieux de prospections d'Adnan Bounni.
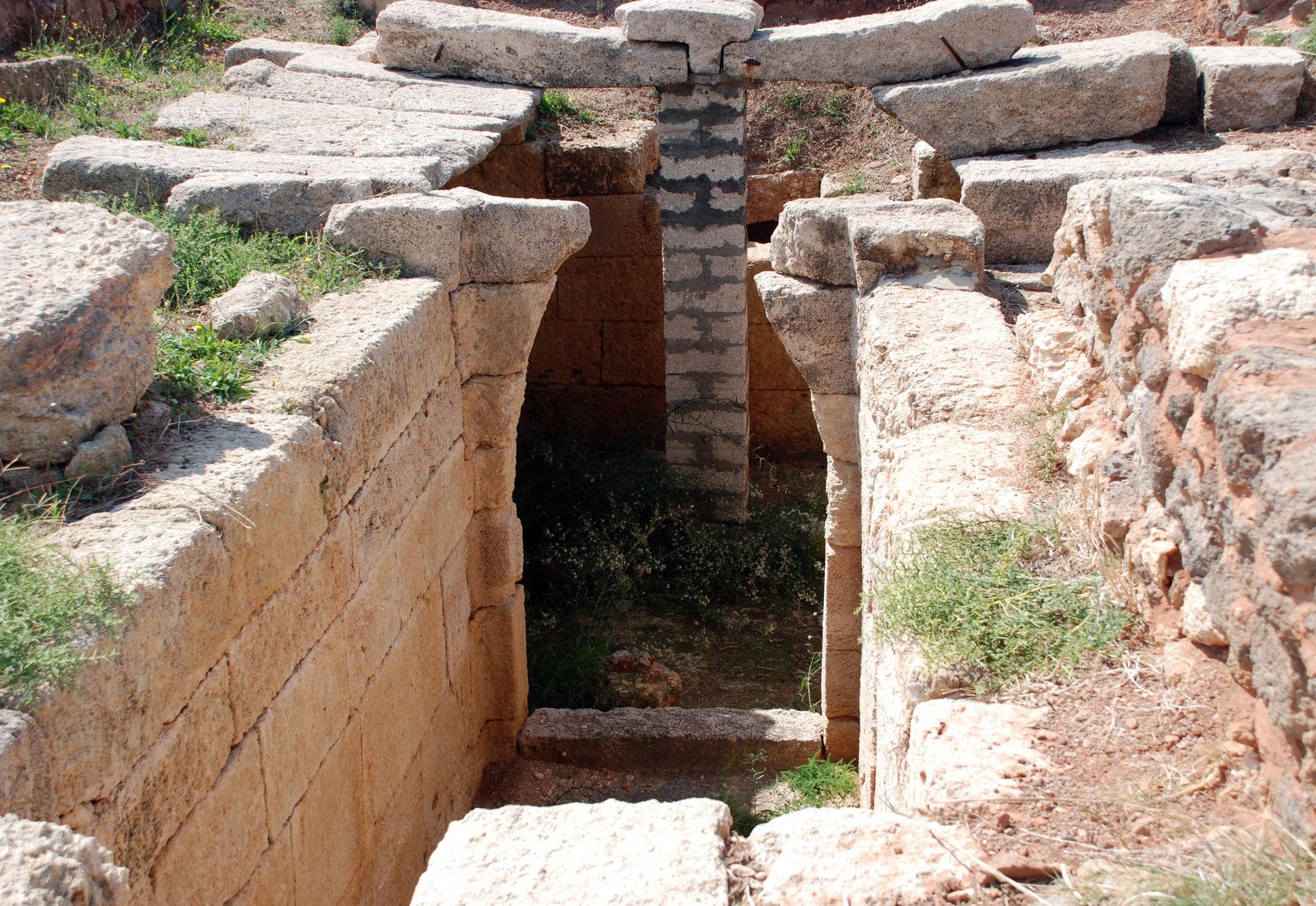
« Tombe 1 » de Ras Ibn Hani, site archéologique fouillé par Adnan Bounni.
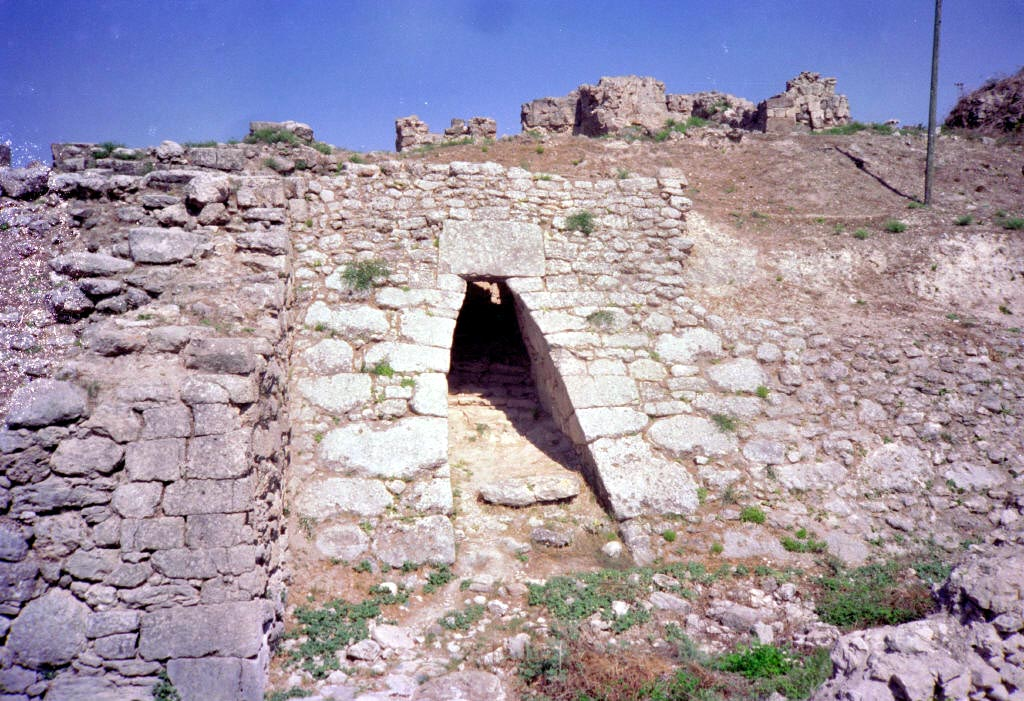
Ras Shamra, entrée du palais d'Ougarit[N 1].
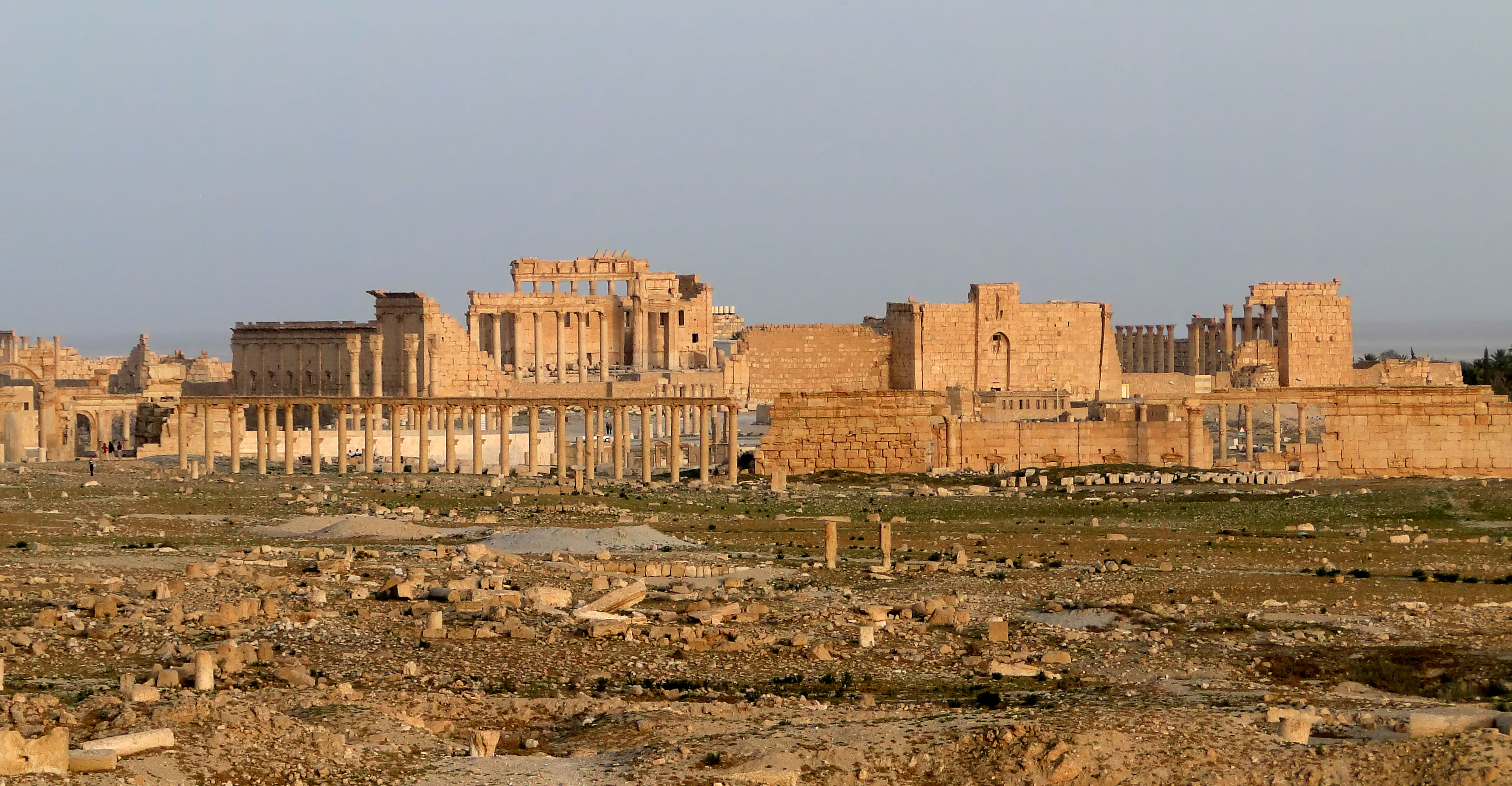
Site de Palmyre, à l'Ouest de la Syrie[N 2].

## Œuvres et articles publiés
- "La tablette « RIH 78/12 » et le sceau nominal de « Ammishtamru »", rédigée en collaboration avec l'assyriologue Élisabeth Lagarce. C'est un texte de 6 pages paru dans le recueil D'Ougarit à Jérusalem : recueil d'études épigraphiques et archéologiques offert à Pierre Bordreuil, publié aux éditions De Boccard à Paris par Carole Roche, en 2008[20].

## Récompenses et distinctions
- Prix Bordin 2000 de l'Académie des inscriptions et belles-lettres pour Ras Ibn Hani. I, Le palais nord du Bronze récent. Fouilles 1979-1995, synthèse préliminaire, avec Jacques et Élisabeth Lagarce.